# Brian Houghton Hodgson
Brian Houghton Hodgson, född den 1 februari 1800 i Lower Beech, Prestbury, Cheshire, död den 23 maj 1894 i Alderley, Gloucestershire, var en engelsk orientalist. 
Hodgson var tjänsteman i Indien från 1818 och engelsk resident vid hovet i Nepal 1833–1843. Han upptäckte redan 1824 i Nepal buddhismens på sanskrit avfattade originalurkunder och skänkte kopior av dessa heliga skrifter till olika länder i Europa, varigenom en säker grundval lades för Buddhaforskningen. År 1835 erhöll Hodgson som gåva av Dalai Lama i Tibet två exemplar (unika i Europa) av tibetanernas encyklopedi eller samlade andliga och världsliga litteratur (i 334 band). Hodgson författade värdefulla filologisk-etnologiska och naturvetenskapliga arbeten.